# Fritz Lindohf
Fritz Erik Lindohf, född 13 augusti 1907 i Arboga stadsförsamling i Västmanlands län, död 7 juni 1971 i Sundbybergs församling i Stockholms län, var en svensk militär.

## Biografi
Lindohf avlade studentexamen i Eskilstuna. Han avlade officersexamen vid Krigsskolan 1929 och utnämndes samma år till fänrik vid Bodens artilleriregemente, där han befordrades till kapten 1940. Han gick Allmänna artillerikursen vid Artilleri- och ingenjörhögskolan 1941–1942 och tjänstgjorde vid Bergslagens artilleriregemente från 1947, där han efter tygofficerskurs blev tygofficer 1949. Han befordrades 1954 till major, inträdde 1956 i Fälttygkåren, var 1956–1960 tygmästare vid Stockholms tygstation, befordrades 1958 till överstelöjtnant och var 1960–1966 chef för Tygförrådsbyrån vid Armétygförvaltningen (1964 namnändrad till Arméförvaltningen). Han befordrades till överste i Fälttygkåren 1962 och var personalkårchef i Fälttygkåren från 1966 till sin död 1971.
Lindohf var kårchef i Frivilliga Motorcykelkåren från 1962 till sin död. Han hade därtill ett flertal utredningsuppdrag och var vid sitt frånfälle expert i Personalkategoriutredningen.

## Utmärkelser
- Riddare av första klass av Svärdsorden, 1956.[10]
- Kommendör av Svärdsorden, 6 juni 1966.[11]
- Kommendör av första klass av Svärdsorden, 6 juni 1969.[12]